# احمد شاه مسعود
احمدشاه مسعود (۱۱ سنبله ۱۳۳۲ – ۱۸ سنبله ۱۳۸۰) سیاستمدار و فرمانده نظامی و وزیر دفاع پیشین افغانستان بود. او در جنگ شوروی در افغانستان و جنگ‌های داخلی افغانستان نقش مهمی داشت.
احمدشاه مسعود از فرماندهان برجسته افغانستان علیه اشغال شوروی بین سال‌های ۱۹۷۹ تا ۱۹۸۹ بود. در دهه ۱۹۹۰ شاخه نظامی دولت افغانستان را علیه شبه‌نظامیان رقیب رهبری می‌کرد و پس از غلبه طالبان، نیروهای نظامی مخالف طالبان در شمال افغانستان را رهبری می‌کرد. سرانجام مسعود در روز ۱۸ شهریور ۱۳۸۰ (دو روز پیش از حملات ۱۱ سپتامبر)، بر اثر انفجار دو فرد انتحاری مظنون به ارتباط با شبکه القاعده که خود را خبرنگار معرفی کرده بودند، در خواجه بهاءالدین ولایت تخار افغانستان کشته شد.
کشته شدن او به منظور اینکه در روحیه جنگ‌جویان تأثیر نگذارد، توسط محمدقسیم فهیم وزیر امنیت و فرمانده داوود داوود فرمانده قوای مرکزی ائتلاف شمال مخفی نگهداشته شده بود و نخست به رسانه‌ها از زخمی بودن او گزارش داده شد.
مسعود یکی از بزرگ‌ترین فرماندهان جنگ‌های چریکی در قرن بیستم بود و با یوسیپ بروز تیتو، هو شی مین و چه گوارا مقایسه می‌شود، به ویژه به دلیل آن‌که به دفعات توانست از زادگاهش دره پنجشیر در برابر حملات ارتش سرخ شوروی و بعدها طالبان دفاع کند و از اشغال پنجشیر جلوگیری کند. بعدها دولت افغانستان در دورهٔ ریاست جمهوری حامد کرزای، به او لقب «قهرمان ملی» داد. در افغانستان، روز ترور شدن او، ۹ سپتامبر، به‌عنوان یک روز ملی، به‌نام روز مسعود، نام‌گذاری شده است. دوست‌داران مسعود نیز، به وی لقب «آمر صاحب شهید» به معنای «فرماندهٔ شهید ما» داده‌اند. در سال ۲۰۲۱، پلاک یادبودی در فرانسه برای بزرگداشت او تهیه و نصب شد. در همین سال، بالاترین نشان افتخار تاجیکستان، برای تقدیر از او در نظر گرفته شد.

## دوران کودکی و نوجوانی
احمدشاه مسعود فرزند دگروال (سرهنگ) دوست محمد خان در ۱۱ شهریور (سنبله) ۱۳۳۲ (۲ سپتامبر ۱۹۵۳ میلادی) در روستای جنگلک بازارک واقع در دره پنجشیر زاده شد.
دگروال دوست محمد، پدر احمدشاه، از افسران ارتش افغانستان در دوران سلطنت محمد ظاهرشاه بود. پدربزرگش یحیی خان یکی از بزرگان مردم پنجشیر به‌شمار می‌رفت که در دوران پادشاهی امان‌الله شاه به عنوان کارمند و مأمور رسمی دولت وظیفهٔ خزانه‌دار نقدی را به عهده داشت. او همچنان در تشویق و جمع‌آوری مجاهدان و مبارزان از زادگاه خود، وادی پنجشیر برای کسب استقلال از استعمار بریتانیا در سلطنت امان‌الله شاه شخصی فعال و پرتحرک محسوب می‌شد.
دگروال دوست محمد مانند بسیاری از افسران ارتش و کارمندان دولت در سال‌های کار رسمی پس از هر چند سالی محل کار و وظیفه‌اش تغییر می‌یافت و از یک ولایت به ولایت دیگر موظف می‌گردید. از این رو، وی در سال‌های کارش به حیث افسر ارتش یا صاحب منصب اردو در ولایات ننگرهار، بدخشان، بغلان، غزنی، هرات و کابل وظایفی را به عهده داشته است.
او در کنار کار در ارتش که مربوط وزارت دفاع می‌شد، گاهی در وزارت امور داخله افغانستان (وزارت کشور) نیز وظایف رسمی را به سر رسانید. آن‌چنان‌که او در هرات چند سال در بخش وزارت داخله سمت فرماندهی یا قوماندانی ژاندارم و پلیس هرات را به دوش داشت؛ بنابراین احمدشاه مسعود همراه با پدر و خانواده به ولایات مختلف رفت و دوران کودکی و نوجوانی را در مکاتب و مدارس بیرون از زادگاهش سپری نمود.
مسعود سال‌های آغاز کودکی را در زادگاهش دره پنجشیر گذراند. در پنج سالگی شامل صنف اول مکتب (دبستان) بازارک گردید. قبل از آن‌که صنف اول را به پایان برساند با خانواده به کابل رفت و در مکتب شاه دوشمشیره شامل شد. اما اندکی بعد، پدرش در سمت قوماندان ژاندارم و پولیس هرات به ولایت هرات رفت و احمدشاه مسعود صنوف دوم، سوم و چهارم را در مکتب موفق شهر هرات به درس و تعلیم ادامه داد. در همین‌جا بود که علوم دینی و مذهبی را نزد مدرس مسجد جامع هرات فرا گرفت. در پایان صنف چهارم با پدرش که از هرات به کابل تبدیل گردید دوباره به شهر کابل بازگشت.
دوران متوسطه (راهنمایی) و لیسه (دبیرستان) را در لیسه استقلال کابل به پایان رساند و در سال ۱۳۵۲ با شرکت در آزمون کنکور وارد دانشکدهٔ مهندسی دانشگاه پلی‌تکنیک کابل گردید.
در نوجوانی علاقه زیادی به ادامهٔ تحصیل در دانشگاه نظامی از خود نشان داد، اما به توصیه دوستان پدرش که دل ناخوش از نظام عسکری و نارضایتی از عدم کفاف معاش و شکایت از روزگار داشتند، تشویق به ادامهٔ تحصیل در دانشکده‌های پزشکی یا (مهندسی) گردید. زمانی که یکی از دوستان جوانش عمارت زیبای پلی‌تکنیک را نشانش داد، علاقه‌مندی ورودش را به آن دانشگاه کتمان نکرد و به این ترتیب وارد دانشکده مهندسی پلی‌تکنیک کابل شد.
هم‌زمان با ورود به دانشکدهٔ مهندسی پلی‌تکنیک کابل در سال ۱۳۵۲ رسماً عضویت نهضت اسلامی افغانستان را پذیرفت؛ و در تابستان سال ۱۳۵۴ رهبری مبارزه در نخستین قیام پنجشیر در برابر حکومت وقت را به عهده گرفت، قیام ناکام گشت و چندی از همکاران مسعود از جمله شاه ابدال دستگیر و سپس اعدام شدند. مسعود که تحت تعقیب دولت بود به پاکستان رفت، آن قیام را اشتباه محض خواند و از همان‌جا راه خود را با گلبدین حکمتیار جدا نمود.

## دوران اشغال افغانستان توسط ارتش سرخ

### مقاومت در برابر نیروهای شوروی (۱۹۷۹–۱۹۸۹)

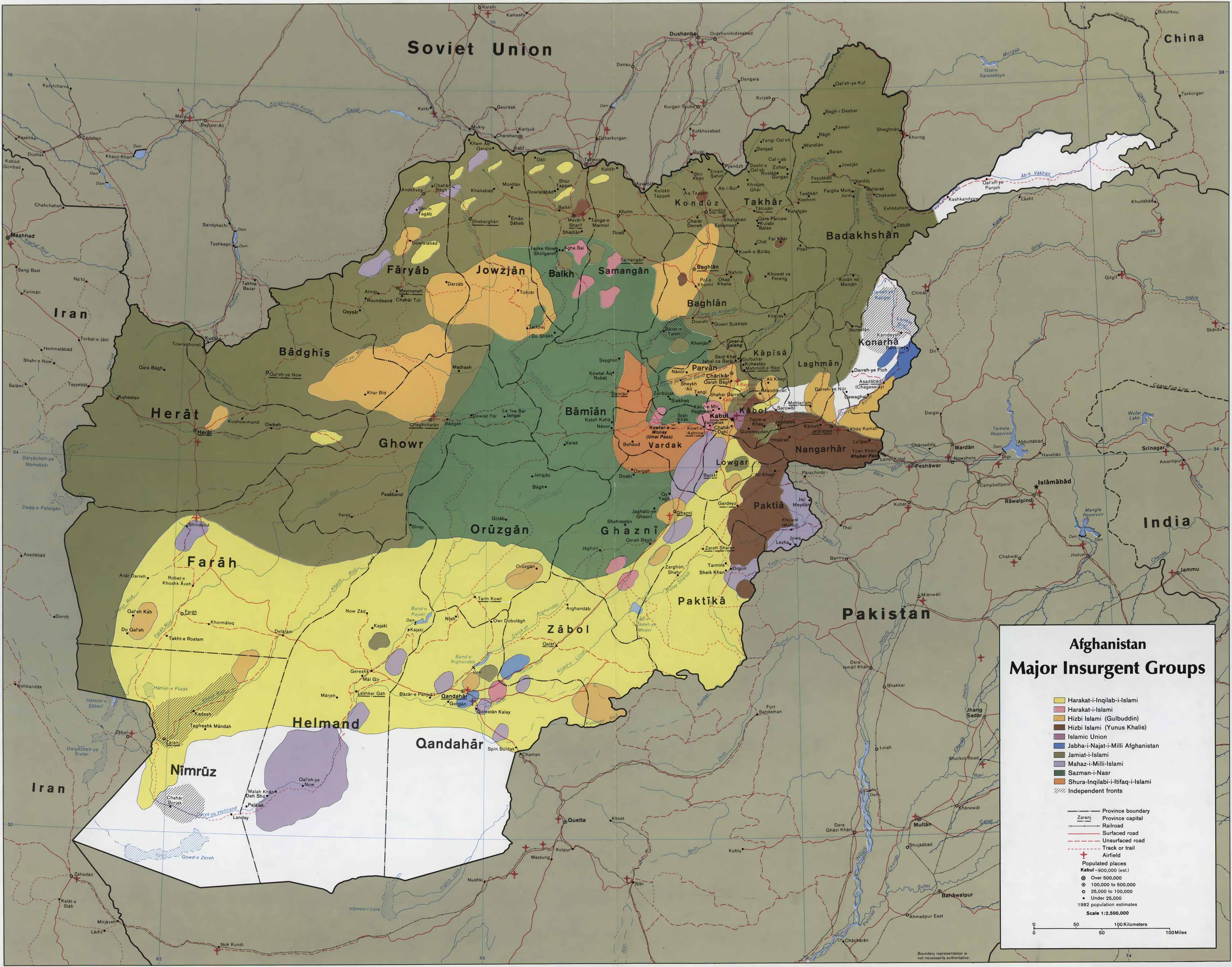
وضعیت نیروهای اصلی مقاومت علیه شوروی در ۱۹۸۵ شامل جمعیت اسلامی افغانستان، شورای نظار (متحدین مسعود) و سایر گروه‌ها

با وقوع کودتای کمونیستی ۷ ثور/اُردیبِهشت ۱۳۵۷ و آغاز جهاد او به نورستان و کنر می‌رود و با رهبری دسته‌های کوچک مجاهدین، به‌شکل عملی در رهبری مبارزه در برابر رژیم کمونیستی وابسته به شوروی شرکت می‌جوید.
مسعود در جوزا/خُرداد ۱۳۵۸ در رأس یک قطعه از چریکهای مجاهد نورستان وارد پنجشیر می‌گردد و در ۱۷ سرطان/تیر ۱۳۵۸ نخستین دسته‌های منظم چریکی را در درهٔ پنجشیر ایجاد می‌نماید.
پس از سه سال نبرد با روس‌ها در سال ۱۳۶۱ در پی شکست کامل ۶ تهاجم گسترده ارتش اتحاد شوروی به پنجشیر، فرمانده کل نظامی روس‌ها در افغانستان برای توافق آتش‌بس با احمد شاه مسعود وارد مذاکره گردیده و برای دو سال، این توافق به امضاء رسید (۱۹۸۲)، که در واقع روس‌ها با این توافق، مجاهدین را برای نخستین بار به عنوان یک طرف سیاسی به رسمیت می‌شناسند. ژنرال گروموف فرمانده سپاه چهلم شوروی در افغانستان، دربارهٔ این قرارداد می‌نویسد: «مسعود از آرامش پدید آمده [یعنی آتش‌بس ۱۹۸۲]، فعالانه برای نیل به اهداف خود سود جست».
مسعود از فرصت به دست آمده بیشترین استفاده را کرده و به سازماندهی نیروهای مقاومت در برابر اشغال افغانستان در بیرون از درهٔ پنجشیر اقدام می‌کند. در همین راستا با ایجاد شورای نظار یکی از منظم‌ترین تشَکل‌های نظامی و چریکی در برابر اشغال شوروی و رویارویی با رژیم کمونیستی را پایه‌گذاری می‌نماید. شورای نظار در ابتدا متشکل از حزب‌ها و گروه‌های مختلف در ۹ ولایت شمالی افغانستان ایجاد می‌گردد.
از سال ۱۳۵۸ تا سال ۱۳۶۷ هشت حمله ارتش متجاوزین اتحاد شوروی سابق در پنجشیر به شکست کامل می‌انجامد و بدین ترتیب از سال ۱۳۶۷ به بعد پنجشیر همچون دژی تسخیر ناپذیر باقی می‌ماند.
به دنبال بیرون‌شدن آخرین سرباز اتحاد شوروی از خاک افغانستان در تاریخ ۱۳ میزان/مِهر ۱۳۶۹ (۱۴ فوریه ۱۹۸۹)، به ابتکار احمد شاه مسعود شورای عالی فرماندهان ارشد جهادی افغانستان در شاه سلیمِ ولایت بدخشان به تاریخ ۹ اکتبر ۱۹۹۰ دایر می‌گردد. در این اجلاس اکثر فرماندهان معروف مجاهدین از جمله نماینده‌ای از محمد اسماعیل‌خان نیز حضور داشتند. فرماندهان در این نشست راهبرد مبارزه در برابر جمهوری دموکراتیک افغانستان را تعیین می‌کنند.
در پی برگزاری اجلاس شاه سلیم در عقرب/آبان ۱۳۶۹، رئیس ستاد ارتش پاکستان، احمد شاه مسعود را به پاکستان دعوت می‌کند. بدین ترتیب احمدشاه مسعود سفری کوتاه به پاکستان انجام می‌دهد و ضمن دیدار با مقامات پاکستان و سران مجاهدین مستقر در پاکستان راهبرد مستقل فرماندهان مجاهدین در مبارزه در برابر رژیم کمونیستی را به آگاهی‌آن‌ها می‌رساند و مواضع فرماندهان را در دیدارهای مختلف به آن‌ها تبیین می‌نماید.

### حملات پنجشیر
حملات پنجشیر رشته جنگ‌هایی بود بین نیروهای ارتش سرخ و ارتش جمهوری دموکراتیک افغانستان با مجاهدین تحت امر احمدشاه مسعود برای کنترل درهٔ استراتژیک پنجشیر در ۹ سال اشغال افغانستان توسط اتحاد جماهیر شوروی بین سال‌های ۱۳۵۹ الی ۱۳۶۷ خورشیدی رخ داد.
ارتش شوروی با همکاری ارتش جمهوری دموکراتیک خلق افغانستان جمعاً ۹ حملهٔ بزرگ را به دره پنجشیر در طول دوران اشغال افغانستان سازمان دادند که منجر به خسارات زیاد به منطقه و اهالی پنجشیر، نیروی رزمی ارتش سرخ و ارتش جمهوری دموکراتیک افغانستان گردید. چهار تعرض اولیه به پنجشیر به صورتی کاملاً کلاسیک انجام می‌شود که در آن‌ها ستونی از زره پوش‌ها بعد از بمباران‌های هوایی دست به حمله می‌زند.
سه حملهٔ دیگر (از ۱۵ ماه مه تا اول ژوئیه و از ۳۰ اوت تا ۱۵ سپتامبر ۱۹۸۲ سپس از ۲۱ آوریل ۱۹۸۴ به بعد) به دلیل گسترش خود، اهمیت تجهیزاتی که به کار گرفته شده‌اند و تاکتیک‌های معمول ثابت می‌کنند که پنجشیر فرمانده مسعود، به صورت هدف شماره یک شوروی‌ها در افغانستان درآمده است. این سه مرحله، بر زیربنای واحد قرار دارد: سهم اعظم عملیات بر عهدهٔ واحدهای هوابرد است که غالباً چتربازهایی هستند که در عمق جبهه و بر خط‌الرأس بلندی‌ها، روستاها و نقاط عبور، پیاده می‌شوند. سپس واحدهای زرهی جای آن‌ها را می‌گیرند. در هر سه مورد، استراتژی مسعود عبارت است از عقب‌نشینی به دره‌های مجاور و پراکنده‌ساختن شوروی‌ها، سپس باز پس گرفتن مواضع از دست رفته یکی پس از دیگری، به ویژه هنگامی که این مواضع به ارتش دولت کمونیست افغانستان واگذار شد.
با وجود این‌که حملات پنجشیر از شدیدترین عملیات‌های رزمی ارتش‌های شوروی و افغانستان محسوب می‌شد، اما در اثر این ۹ حمله آن‌ها قادر به کنترل درهٔ پنجشیر نشدند.
در ژانویه ۱۹۸۳ شوروی‌ها به مسعود پیشنهاد متارکهٔ جنگ می‌کنند.
تاکتیک ارتش سرخ در سال ۱۹۸۴ نشانه‌هایی از بازگشت به یک برداشت کاملاً نظامی از جنگ را عرضه می‌دارد. اما این بار با ارتشی جنگنده‌تر با تعرض ۲۱ آوریل خود به پنجشیر، به صورتی یک‌جانبه، گام جدیدی در تشدید جنگ برمی‌دارند. از آن به بعد، شوروی‌ها می‌کوشند اطراف شهرها را خالی کنند و راه‌های تدارکاتی نیروهای مقاومت را قطع کنند. اما با وجود نبردهای سهمگین اطراف هرات، قندهار و خوست در سال ۱۹۸۵ و ۱۹۸۶، به استثنای اطرافمزار شریف، هرگز به موفقیتی دست نمی‌یابند.

### روش سازماندهی نظامی احمدشاه مسعود
با وجود حملات همیشگی ارتش سرخ و ارتش افغانستان مسعود قادر بود توانایی نظامی‌اش را گسترش دهد.
در بهار ۱۹۸۰ مسعود و ۱۰۰۰ چریک که تسلیحات ضعیفی داشتند با نیروهای دولتی و ارتش سرخ می‌جنگید. نیروهای وی تا سال ۱۹۸۴، به ۵۰۰۰ نفر رسید. بعد از گسترش ساحهٔ نفوذ مسعود به دیگر مناطق، در سال ۱۹۸۹ وی دارای ۱۳۰۰۰ جنگجو بود. این نیروها به سه یگان تقسیم می‌شدند:
1. گروه‌های محلی
2. گروه‌های ضربت
3. گروه‌های متحرک

۸
گروه متحرک کماندوهایی با تجهیزات سبک بودند که در گروه‌هایی ۳۳ نفره به عملیات چریکی دست می‌زدند. این‌ها سربازهای حرفه‌ای بودند که به خوبی آموزش دیده بودند. کماندوهای گروه متحرک دارای یونیفرم بودند که کلاه پکول نماد نیروی منظم آن‌ها بود.
تشکیلات نظامی مسعود ترکیب کارآمدی از روش‌های سنتی رزمی افغان‌ها و قواعد مدرن جنگ چریکی بود که وی از روش‌های مائو و چه گوارا آموخته بود. روش‌های نظامی مسعود به عنوان مؤثرترین قواعد جنگ چریکی در بین همهٔ نیروهای مقاومت شناخته شده است.
مسعود در سال ۱۹۸۳، شورای نظار را بنیان‌گذارد. نظار، یک شورای نظامی بود که عملیات‌های ۱۳۰ فرماندهٔ نظامی مجاهدین را در هفت ولایت شمالی افغانستان هماهنگ می‌نمود. این شورا خارج از حلقهٔ احزاب پیشاور بود، که در رقابت و هم چشمی و جنگ و منازعه با یکدیگر قرار داشتند. به خاطر شکاف‌های قومی و سیاسی شورای نظارت، اختلاف بین گروه‌های مقاومت را از بین برد.

### خروج نیروهای شوروی
احمدشاه مسعود در جوزای ۱۳۶۷ که پنجمین اجلاس شورای نظار را در پایگاه فرخار دایر کرد و اهمیت ایجاد ارتش منظم را دررفتن به مرحلهٔ تعرض استراتژیک مورد تحلیل و تأکید قرار داد. او به‌تازگی، گام‌های نخست را با توسعهٔ قطعات مرکزی برداشته بود که قوای شوروی، افغانستان را ترک گفت. خروج نیروهای شوروی برای وی غافلگیرکننده محسوب می‌شد. چون کار و برنامهٔ او در مورد ایجاد ارتش منظم و انجام تعرض استراتژیک برای تصرف شهرها و سقوط حکومت مورد حمایت شوروی‌ها به انجام نرسیده بود. در حالی‌که احزاب مجاهدین و رهبران آن‌ها در پیشاور و منابع خبری مختلف خارجی، از سقوط رژیم حزب دمکراتیک خلق در فردای خروج قوای شوروی سخن می‌گفتند، مسعود این ادعا و پیش‌بینی را غیرواقعی و پیش از موعد تلقی کرد. او اظهار داشت که سقوط رژیم حزب دمکراتیک خلق با تغییر و تحول وضعیت نظامی نیروهای مجاهدین از حالت دفاع به تعرض میسر است. این امر، هماهنگی نیروها و ایجاد ارتش تعلیم دیده و منظم، بهبود و تکمیل تسلیحاتی و لجستیکی را می‌خواهد که دسترسی به آن را نه در چند هفته و چند ماه بلکه در چند سال باید مورد توجه قرار داد. اما در بیرون از افغانستان که آی اس آی (سازمان اطلاعات نظامی پاکستان) فعالیت محاربوی احزاب مجاهدین به خصوص ولایات مرزی را تحت کنترل داشت بدون توجه به نظریات مسعود، جنگ جلال‌آباد را در نیمهٔ حوت ۱۳۶۷ به راه انداخت. جنگی که به شکست مجاهدین انجامید و صحت دیگاه احمدشاه مسعود را در هماهنگی و آماده شدن مجاهدین به مرحلهٔ تعرض استراتژیک نشان داد.
احمدشاه مسعود با وجود موانع و مشکلاتی که توسط آی اس آی و گلبدین حکمتیار پشتون ایجاد می‌شد، به تلاش خود در این مسیر، چه در سال‌های اشغال و چه در سال‌های پس از خروج شوروی ادامه داد. او و نیروهایش، شهر تالقان را از تصرف رژیم بیرون کرد و به اولین شهر در آغاز مرحلهٔ جدیدی که آن را «مرحلهٔ تعرض استراتژیک» می‌خواند، دست یافت.
اما بعد از آن تلاش‌های حکمتیار و آی اس آی که به شدت از استقلال مسعود در طول دوران فعالیت‌اش، ناراضی بودند در جلوگیری از فعالیت و برنامه‌های او بیشتر شد. قتل ۳۰ تن از فرماندهان و مجاهدین ولایت تخار حین بازگشت از اجلاس شورای نظار توسط سید جمال ولید قوماندان حزب اسلامی حکمتیار در تابستان ۱۳۶۸ در تنگی فرخار در تخار، گام عمده‌ای در تضعیف مسعود و ناکامی برنامه‌های او بود. گام بعدی با کودتای ناکام مشترک حکمتیار و شهنواز تنی وزیر دفاع دولت نجیب‌الله در کابل برداشته شد تا احمد شاه مسعود و همه نیروها و احزاب دیگر مجاهدین در برابر عمل انجام شدهٔ تصاحب قدرت قرار بگیرند.
احمدشاه مسعود که همچنان ایجاد ارتش و هماهنگی مجاهدین را در تصرف شهرها و سقوط رژیم عامل مهم و اساسی می‌پنداشت در خزان سال ۱۳۶۹ به جلسهٔ شورای سراسری قوماندانان در شاه سلیم پیوست. او گردهمایی تعدادی از قوماندانان جهاد را در توضیح و اعلان نظریات و برنامه‌های خود، فرصت خوبی تلقی کرد؛ و سپس به پاکستان سفر نمود تا نظریات خود را به گوش رهبران احزاب مجاهدین و مقامات پاکستانی نیز برساند. وی در یک اجلاس علنی در مقر ریاست دولت موقت به رهبری صبغت‌الله مجددی در شهر پیشاور، از رهبران احزاب مجاهدین و تفرقه میان آن‌ها انتقاد شدید به عمل آورد و ضرورت هماهنگی مجاهدین و ایجاد ارتش منظم را در تصرف شهرها و سقوط رژیم، مورد تحلیل و تأکید قرارداد. او پس از چند روز گفتگو و مذاکره در پاکستان در قوس ۱۳۶۹ دوباره به افغانستان برگشت و کار تعلیمات نخستین قطعات ارتشی را که از ۱۰٬۰۰۰ نفر تشکیل شده بود شدت بخشید.

### سقوط حاکمیت حزب دموکراتیک خلق
احمدشاه مسعود در حالی‌که برنامه‌های خود را در ایجاد ارتش منظم و هماهنگی میان نیروهای مجاهدین در سال‌های بعد از خروج قوای شوروی دنبال کرد، موضوع تضعیف و سقوط رژیم را از داخل نیز از یاد نبرد. خروج کامل قوای شوروی در دلو ۱۳۶۷، سپس انحلال اتحاد جماهیر شوروی و سقوط حاکمیت حزب کمونیست و به دنبال آن کاهش و پایان یافتن کمک‌های مالی و نظامی مسکو به رژیم حزب دموکراتیک خلق در کابل، نفاق و خصومت فزایندهٔ جناح‌ها و دسته‌های حزب مذکور در داخل حاکمیت، از عوامل زمینه‌ساز تضعیف و سقوط رژیم از داخل محسوب می‌شد؛ و مسعود از تمام این زمینه‌ها در سقوط حاکمیت حزب مذکور استفاده کرد. پس از خروج شوروی، نظامیان حزب دموکراتیک خلق که بقای حاکمیت حزبی خود را متزلزل و نامطمئن می‌دیدند، در صدد تأمین روابط با گروه‌های مختلف مجاهدین برآمدند. اما بیشترین تعداد آن‌ها این روابط را با احمدشاه مسعود برقرار کردند. جاذبه و نفوذ شخصیت مسعود که در استقلال، اعتدال و وطن‌دوستی او مشخص بود، بسیاری از نظامیان حزب حاکم را به سوی او می‌کشاند. متقابلاً وی از مراجعه و تأمین ارتباط افراد از داخل حاکمیت حزب دموکراتیک خلق که دیگر حاکمیت و ایدئولوژی حزب مذکور را پایان‌یافته تلقی می‌کردند، استقبال به عمل می‌آورد. تضادها و مخاصمات قومی، قبیله‌ای، زبانی و محلی جناح‌ها و دسته‌های حزب مذکور که با تمایلات و گرایش‌های برتری‌خواهانهٔ قومی رئیس‌جمهور محمد نجیب‌الله در داخل حزب به صورت فزاینده عمیق‌تر و گسترده‌تر می‌شد.
در نتیجهٔ این عوامل و زمینه‌ها بود که مسعود در ششمین اجلاس شورای نظار در ثور ۱۳۷۰، سقوط حاکمیت حزب دمکراتیک خلق را قبل از اتمام برنامهٔ ایجاد ارتش منظم و انجام مرحلهٔ تعرض استراتژیک در سقوط رژیم از بیرون مورد بررسی و ارزیابی قرارداد.
احمدشاه مسعود در زمستان ۱۳۷۰ عملاً در برانداختن حاکمیت حزب دموکراتیک خلق با استفاده از زمینه‌ها و ضعف‌های داخلی حاکمیت مذکور، دست به کار شد. او در گام نخست، از سرپیچی جنرال مؤمن قوماندان لوای سرحدی حیرتان در برابر فرمان حاکمیت، مبنی بر تبدیلی‌اش از حیرتان حمایت به عمل آورد و به تمام جنرالان و نظامیان دولتی که با او در ارتباط بودند هدایت داد تا برای سرنگونی رژیم آماده شوند. مسعود در گام بعدی خواست تا شهر مزار شریف را از تسلط رژیم بیرون کند. اما نجیب‌الله با اعزام جنرال نبی عظیمی قوماندان گارنیزیون کابل و معاون وزارت دفاع به مزار شریف در حوت آن سال تلاش کرد تا از سقوط شهر جلوگیری به عمل آورد. با ورود نیروهای فرقه ۵۳ به قوماندانی جنرال عبدالرشید دوستم از جوزجان و فاریاب به شهر مذکور، وضعیت در آن شهر تغییر یافت و احمدشاه مسعود به‌منظور جلوگیری از جنگ و خون‌ریزی، نیروهایش را به فرماندهی عطا محمد نور از پیشروی و تسلط به شهر مانع گردید. سپس برای رسیدن به دروازه‌های کابل و سرنگونی حاکمیت حزب دموکراتیک خلق (حزب وطن) تمام مراکز نظامی و اداری رژیم را با همکاری افسران و نظامیان رژیم، در ولایت پروان، کاپیسا و شمال کابل به شمول مقر فرماندهی نیروی هوایی افغانستان در میدان هوایی بگرام در ۷۰ کیلومتری شمال کابل، در حمل ۱۳۷۱ متصرف شد و کابل را به تسلیم و پذیرش انتقال قدرت به مجاهدین فراخواند.
در نتیجهٔ این وضعیت، تضاد و تفرقه در داخل حزب حاکم در کابل تشدید یافت. نجیب‌الله، رهبر حزب و دولت، به ناچار، استعفا داد و در ۲۶ حمل ۱۳۷۱ به دفتر سازمان ملل پناه برد. عبدالوکیل وزیر خارجهٔ دولت او دو روز بعد به شهر چاریکار رفت و در ملاقات و مذاکره با احمدشاه مسعود، پذیرش انتقال قدرت را از سوی رژیم به مجاهدین اعلان کرد. جنرال عبدالرشید دوستم ازبک قوماندان فرقه ۵۳ ارتش افغانستان، با عبدالعلی مزاری رهبر حزب وحدت اسلامی هزاره‌ها و جمعی از فرماندهان احزاب مجاهدین و جنرالان دولتی از مزار شریف نیز به پروان رفته و از مسعود خواستند که با مشارکت هم به تشکیل دولت و تسلیمی قدرت از کابل بپردازند. آن‌ها طرح تشکیل دولتی را ارائه کردند که در آن احمدشاه مسعود مقام رهبری و ریاست دولت، عبدالعلی مزاری، صدراعظم حکومت و عبدالرشید دوستم پست وزارت دفاع افغانستان را به عهده داشته باشد. اما احمدشاه مسعود با رد طرح مذکور کار تشکیل دولت را به عهدهٔ همه رهبران احزاب مجاهدین گذاشت و از آن‌ها خواست تا برای تسلیم‌گیری قدرت از رژیم در حال سقوط، دولت خود را تشکیل بدهند. همچنان او تشکیل «شورای جهادی» متشکل از فرماندهان مجاهدین و جنرالان مخالف رژیم را مطرح کرد که در صورت عدم تسلیمی کابل و عدم پذیرش انتقال قدرت به مجاهدین به عملیات مشترک دست زده شود. وی به بسیاری از رهبران احزاب جهادی در پیشاور و فرماندهان عمدهٔ مجاهدین در ولایات جنوب و شرق کشور تماس گرفت و آن‌ها را در جریان مذاکرات خود با مقامات دولت حاکم کابل و آمادگی کابل به تسلیمی و انتقال قدرت به مجاهدین قرار داد. اما در میان رهبران احزاب مجاهدین گلبدین حکمتیار رهبر حزب اسلامی از قوم پشتون، طرح تشکیل دولت مجاهدین و انتقال قدرت را از سوی رژیم حزب حاکم به این دولت نپذیرفت و کابل را به حملهٔ نظامی تهدید کرد. احمدشاه مسعود خواستار آن بود تا نیروهای مختلف مسلح احزاب به کابل وارد نشوند. نظم و ثبات پایتخت برهم نخورد و زمینه برای انتقال قدرت به دولت مجاهدین مساعد باقی بماند. یکی از اهداف و برنامه‌های او جلوگیری از فروپاشی ارتش و پولیس ملی افغانستان و نابودی وسایل و امکانات نظامی آن بود تا بعد از تشکیل و استقرار دولت مجاهدین، از پرسنل مسلکی و امکانات آن‌ها و نیروهای مسلح احزاب مجاهدین، یک ارتش و پولیس منظم ملی شکل بگیرد؛ بنابراین او در یک گفتگوی مفصل از طریق مخابره با حکمتیار به روز ۲۸ حمل ۱۳۷۱ تلاش به عمل آورد که وی را از حمله به کابل منصرف نماید تا زمینهٔ انتقال آرام و مسالمت‌آمیز قدرت از میان نرود؛ و نظم اداره و مدیریت دولتی در پایتخت متلاشی نشود. گلبدین حکمتیار که در جنوب کابل به سر می‌برد، به این گفتگو قانع نشد و همچنان کابل را به حملهٔ قریب‌الوقوع تهدید کرد. احمدشاه مسعود پس از این گفتگوی بی‌نتیجه با حکمتیار، در صدد دفاع از کابل برآمد. او با استفاده از بالگردهای پایگاه هوایی بگرام، هزاران تن از نیروهای خود را به کابل اعزام کرد تا با سایر نیروهای رژیم که آمادهٔ انتقال قدرت و پذیرش دولت مجاهدین بودند، مانع هجوم نیروهای حزب اسلامی حکمتیار به شهر شوند و از شکستن کمربندهای امنیتی شهر و فروپاشی نظم و ثبات پایتخت جلوگیری کنند. اما در حالی‌که رهبران احزاب مجاهدین در پیشاور، در ۴ ثور ۱۳۷۱، حکومت انتقالی خود را به ریاست صبغت‌الله مجددی اعلان کردند، نیروهای حزب اسلامی حکمتیار در فردای آن روز در زد و بند پنهانی با بخشی از جناح خلق و پرچم به رهبری راز محمد پکتین، محمداسلم وطنجار، وزرای داخله و دفاع و جنرال محمد رفیع معاون رئیس‌جمهور وارد حوزه‌های امنیتی شهر و نقاط مهم پایتخت شدند. در نتیجهٔ این وضع کمربندهای امنیتی اطراف پایتخت شکست و دسته‌های مختلف مسلح احزاب و گروه‌های مجاهدین و غیرمجاهدین وارد شهر شدند. گلبدین حکمتیار ظهر آن روز از تصرف کابل و به پایان رسیدن عمر حکومت احزاب مجاهدین قبل از تسلیم‌گیری قدرت که حتی نمایندگان وی در پای توافق‌نامهٔ این حکومت امضاء کرده بودند، سخن گفت.
- وزارت دفاع دولت

احمد شاه مسعود در اولین ابلاغیهٔ حکومت انتقالی مجاهدین به وزارت دفاع این حکومت منصوب شد و موظف به دفاع از کابل و تأمین ثبات پایتخت گردید. اما برای تأمین چنین امری در جنگ با گلبدین حکمتیار قرار گرفت. چون حکمتیار، آرامش و ثبات پایتخت را نخست با تهدید و سپس با هجوم نیروهای خویش برهم زده بود.

## جنگ داخلی افغانستان (۱۳۷۱–۱۳۸۰)

### ورود به کابل و مذاکرات صلح و تقسیم قدرت (۱۳۷۱)
رژیم کمونیستی افغانستان (دولت محمد نجیب‌الله) که از اختلافات داخلی رنج می‌برد با پیوستن نیروهای عبدالرشید دوستم، جنگ‌سالار ازبک به احمدشاه مسعود تاجیک، عملاً در آستانهٔ سقوط قرار می‌گیرد. مسعود میدان هوایی مهم نظامی بگرام را در ۲۵ حمل ۱۳۷۱ و ولسوالی جبل‌سراج در شمال کابل را به کنترل خود درمی‌آورد و نیروهایش را برای تصرف کابل آرایش می‌دهد. در ۲۷ حمل، عبدالوکیل وزیر خارجهٔ جمهوری دموکراتیک افغانستان با پیشنهادی نزد احمدشاه مسعود می‌آید. پیشنهاد وی تشکیل دولت ائتلافی با مجاهدین شمال و ایستادگی در مقابل گلبدین حکمتیار پشتون است. مسعود این پیشنهاد را رد می‌کند. وکیل برای بار دوم با پیشنهاد تسلیم بدون قید شرط دولت نزد مسعود می‌رود. مسعود به وکیل می‌گوید موضوع را باید با سران همه مجاهدین از جمله حکمتیار در میان بگذارد.
۲۳ آوریل ۱۹۹۲ هنگامی که احمدشاه مسعود و نیروهایش پایتخت را در محاصره دارند با حکمتیار که قاضی حسین احمد رهبر جماعت اسلامی پاکستان نیز در نزدیکی کابل در شهر چهار آسیاب همراه وی است در خصوص تسلیمی بدون قید و شرط دولت نجیب‌الله گفتگویی تلفنی انجام می‌دهد.
احمدشاه مسعود در این گفتگو از حکمتیار می‌خواهد که مجاهدین با جنگ وارد کابل نگردند. وی استدلال می‌کند که رژیم کمونیستی سقوط کرده است و مجاهدین باید ابتدا دولتی تشکیل دهند تا بتوانند با مشارکت همهٔ طرف‌ها قدرت را در دست بگیرند. احمدشاه مسعود می‌گوید ورود تجهیزات نظامی مجاهدین از چهار گوشهٔ شهر، موجب هرج و مرج و درگیری در شهر خواهد شد. حکمتیار در همین گفتگو به مسعود پیشنهاد تشکیل دولت از سوی حزب اسلامی حکمتیار و جمعیت اسلامی افغانستان را می‌نماید که مسعود آن را رد می‌کند و خواهان مشارکت دیگر جناح‌ها در دولت می‌گردد.
بخشی از مکالمهٔ بیسیمی ضبط شدهٔ مسعود و حکمتیار در آن روز، نشان دهندهٔ اختلاف نظر آن‌هاست:
- مسعود: عبدالوکیل… [خواهان] تسلیمی بدون قید و شرط دولت به مجاهدین بود، مشروط بر این‌که مجاهدین عفو عمومی اعلان کنند و اعضای حزب و ناموس‌شان صدمه نبینند، من با این طرح موافقت کردم، رهبران [مجاهدین] نیز در پیشاور موافق این طرح هستند. بنا براین وقتی خود آن‌ها دولت را تسلیم می‌کنند ضرورتی به جنگ نیست.
- حکمتیار: نه‌خیر، در کابل تمام قدرت در دست نبی عظیمی است، همین لحظه او با قوت‌های ما می‌جنگد. میدان هوایی به دست او و قوت‌های دوستم و بابه جان است. ما باید با فتح و ظفر وارد [کابل] گردیم.
- مسعود: تا جایی که من اطلاع دارم در حال تدارک حمله به کابل هستی. این حمله با چه هدف و منظوری است؟ روس‌ها که رفتند، حکومت نجیب[الله] سقوط کرد، قرار است که قدرت به رهبران مجاهدین انتقال یابد، شما رهبران، بین خود به توافق برسید. در این صورت ضرورت حمله به کابل چیست که در حال تدارک آن هستی؟
- حکمتیار: من سرگرم تدارک حمله به کابل هستم، چون در کابل کمونیست‌ها و بقایای رژیم کمونیستی سابق است و من قادر به تحمل آن‌ها در پایتخت نیستم.[۲۵][۲۶]

نیروهای پشتون حکمتیار، غیرمسلح وارد کابل می‌گردند و از طریق جناح «خلق» حزب دموکراتیک خلق افغانستان در داخل شهر، در وزارت داخله (کشور) مسلح می‌گردند. با این رویداد، تاجیک‌ها احمدشاه مسعود نیروهایش را به کمک جناح «پرچم» حزب دموکراتیک خلق افغانستان وارد شهر می‌نماید و مناطق حساس دولتی را در کنترل می‌گیرد. بدین ترتیب دسته‌های مختلف مجاهدین از احزاب مختلف قسمت‌هایی از شهر و حومهٔ آن را متصرف می‌شوند. از جمله حزب وحدت اسلامی به رهبری عبدالعلی مزاری، رهبر هزاره شیعیان مناطق غرب کابل و حزب اتحاد اسلامی افغانستان به رهبری عبدالرسول سیاف ناحیه پغمان را در کنترل خویش می‌گیرند.

## دولت مجاهدین
گلبدین حکمتیار پشتون رهبر حزب اسلامی، که نیروهای خود را با همکاری متحدینِ داخل حکومتِ کمونیستی نجیب‌الله، روز پنجم ثور ۱۳۷۱ برای تصرفِ پایتخت و تصاحبِ حکومت وارد جنوب شهر کابل کرد با راکت پراکنی آتشِ جنگ شعله‌ور گردانید.
معاهدهٔ جبل‌السراج میان احمدشاه مسعود تاجیک، عبدالعلی مزاری هزاره و جنرال عبدالرشید دوستم را عاملِ جنگ وانمود می‌سازد. گفته می‌شد که در معاهدهٔ جبل السراج، احمدشاه مسعود تاجیک به عنوان رئیس دولت، عبدالعلی مزاری هزاره صدراعظم و عبدالرشید دستم وزیر دفاع تعیین شده‌اند و هر سه طرف در پایِ این سند امضا کرده‌اند.
حکمتیار پشتون عقدِ این معاهده را در آن‌زمان و تا تشکیل شورای هماهنگی در ۱۱ جدی ۱۳۷۲ با دو طرفِ دیگرِ این معاهده، توطئه و خیانت علیه جهاد و به قول او، تشکیل دولتِ ائتلافی با کمونیستان و ملیشه‌های کمونیست تعریف می‌کرد که گویا برای مقابله با آن، جز جنگ، راهِ دیگری نمانده بود.
اما پس از سقوط حکومت نجیب‌الله که اختلاف و تنش در درون دولت اسلامی مجاهدین میان حزب وحدت هزاره‌ها به رهبری عبدالعلی مزاری و جنرال عبدالرشید دستم و نیروهای آن‌ها با احمدشاه مسعود وزیر دفاعِ این دولت تاجیکی بالا گرفت و به جنگ‌های خونین انجامید، این دو طرف ائتلافِ آن روزهای نخستین، احمدشاه مسعود را متهم به سرپیچی از معاهدهٔ جبل‌السراج و انحصارگرایی تاجیکی در حکومت کردند و امتناعِ او را از تطبیق معاهدهٔ جبل‌السراج و اتخاذ سیاست انحصار در حکومت، عامل اصلیِ جنگ وانمود ساختند.
- دروغی به نامِ معاهدهٔ جبل‌السراج

نکتهٔ شگفت‌آور و قابل تأمل این است که هیچ‌کدام از سه طرفِ مدعیِ معاهدهٔ جبل‌السراج که جنگ را با احمدشاه مسعود و دولت مجاهدین به این معاهده پیوند می‌دهند، متن این معاهده را منتشر نکردند و آن را در اختیار مطبوعات نگذاشتند.
- پافشاری به تشکیل دولت مشترک

در یکی از روزهای میزان ۱۳۷۱ بود که از آمر صاحب (احمدشاه مسعود) پرسیده شد: «آیا شما در جبل‌السراج در اواخر حمل ۱۳۷۱ با جنرال دوستم و عبدالعلی مزاری موافقت‌نامهٔ تشکیل دولت مشترک را امضا کردید که بر مبنای آن، شما رئیس دولت، عبدالعلی مزاری صدراعظم و عبدالرشید دوستم معاونِ صدراعظم و وزیر دفاع مشخص شده باشد؟» او پاسخ داد: «نه!… آن‌ها با جمعی از فرماندهان و متنفذینِ مردمی پس از آن‌که ما شهر چاریکار را تصرف کردیم(۲۴ حمل ۱۳۷۱)، از شمال به جبل‌السراج آمدند و چنین طرح و پیشنهادی را مطرح کردند. من نپذیرفتم و برای‌شان گفتم که بیایید ما و شما شورای جهادی را بسازیم و از همهٔ قوماندانان مجاهدین دعوت کنیم وارد شورا شوند تا اگر حکومت نجیب‌الله حاضر به تسلیم‌دهی قدرت به مجاهدین نشد، از راه عملیات نظامی مشترک او را وادار کنیم. تشکیل دولت را به رهبران تنظیم‌ها بگذاریم تا یک دولت مشترک از همه به وجود بیاید؛ زیرا در افغانستان همهٔ تنظیم‌ها و مجاهدین در جهاد سهم داشتند و در دولت نیز همه باید مشارکت داشته باشند.»
صرف‌نظر از این‌که احمدشاه مسعود تاجیک بنا بر چه انگیزه و اهدافی، پیشنهاد دولتِ مشترک و سه‌جانبه را با عبدالرشید دوستم و عبدالعلی مزاری نپذیرفت، نکتهٔ قابلِ توجه به دیدگاه و سیاستِ وی در نخستین طرح شکل‌دهی دولت، به تشکیل دولتِ مشترکِ همه تنظیم‌های جهادی و توسط رهبرانِ این تنظیم‌ها برمی‌گردد. مسعود می‌توانست به این طرح عمل کند و دولت مشترکی را با رهبر حزب وحدت و عبدالرشید دوستم و با بخشی از حکومت نجیب‌الله تشکیل دهد. شاید جنگ و جبههٔ جنگی که در برابرِ او ایجاد می‌گردید، گسترده‌تر و شدیدتر از آنچه که واقع شد، نمی‌بود. برخی‌ها امتناعِ احمدشاه مسعود از توافق به این پیشنهاد و تشکیل دولتِ سه‌جانبه و دعوتِ او از رهبران تنظیم‌های پشتون جهادی مستقر در پیشاور را، اشتباهِ کلانِ وی تلقی و ارزیابی می‌کنند. اما این تلقی، نادرست و خود یک اشتباه است!
- تأکید بر دولت مشترک و همگانی در مذاکراتِ «شینه».

احمدشاه مسعود تاجیک و گلبدین حکمتیار پشتون با میانجی‌گری شاهزاده نایف از شاهزادگان عربستان سعودی، جنرال حمیدگل رئیس اسبقِ آی‌اس‌آی و اعجازالحق پسر جنرال ضیاءالحق روز چهارم جوزای ۱۳۷۱ در منطقهٔ شینه واقع حومهٔ جنوب شرقی کابل به مذاکره پرداختند تا راه‌حلی برای توقف جنگ و ایجاد صلح بیابند. هرچند این مذاکره به امضای موافقت‌نامهٔ آتش‌بس و تأمین صلح میان طرفین انجامید، اما این صلح پایدار نماند. وقتی احمدشاه مسعود یک روز بعد به جمعِ محدودی در وزیر اکبرخان کابل گفتگوهای شینه را توضیح می‌کرد، از مذاکرات خصوصی و تنهاییِ خود با حکمتیار رهبر حزب اسلامی سخن گفت و اظهار کرد:
«حکمتیار در مذاکرات خاص و دو نفری از من تقاضای تشکیل حکومتِ مشترک را نمود. استدلالِ او این بود که تنظیم‌ها و گروهای دیگر نقش و نیرویی در افغانستان ندارند. ما با تشکیل یک حکومت مشترکِ قوی، می‌توانیم به ثباتِ دائمی دست بیابیم.
اما من تقاضای او را رد کردم و گفتم که در افغانستان تمام تنظیم‌ها در جهاد و مبارزه سهیم بوده‌اند و دولت را نمی‌توان از یک یا دو گروه تشکیل داد و دولت باید ممثلِ خواست تمامِ مردم و گروه‌های مختلف باشد.
البته حکمتیار در این خواسته‌اش نیز صداقت نداشت و فقط در صدد بهره‌برداری به نفع خود بود.»
- دیدگاه احمدشاه مسعود در مورد دولت مشترک:

وقتی رهبران تنظیم‌های جهادی با مشارکت گلبدین حکمتیار رهبر حزب اسلامی، با میانجی‌گری پاکستان موافقت‌نامهٔ اسلام‌آباد را امضا کردند که بر مبنای آن، «استاد ربانی از قوم تاجیک به عنوان رئیس دولت و گلبدین حکمتیار از قوم پشتون نخست‌وزیر» تعیین شدند، احمدشاه مسعود علی‌رغم نارضایتی شدید از این موافقت‌نامه که آن را طرح و توطیهٔ آی‌اس‌آی پاکستان می‌خواند، از آن حمایت کرد. با آغاز سال جدید ۱۳۷۲، رهبران احزاب مجاهدین با وساطت و پادرمیانیِ پاکستان در اسلام‌آباد گرد آمدند تا در مورد تأمین صلح، مذاکرات و توافقاتی به‌عمل بیاورند. در نتیجهٔ مذاکراتِ آن‌ها که پشت درهای بسته و با حضور میزبانان‌شان به شمول رئیس استخبارات عربستان سعودی صورت گرفت، موافقت‌نامه‌ای در هفدهمِ حمل ۱۳۷۲ به امضا رسید که به موافقت‌نامهٔ اسلام‌آباد معروف گردید. متن موافقت‌نامه به زبان انگلیسی تهیه شده بود و رهبران احزاب که برخی از آن‌ها زبان انگلیسی را نمی‌فهمیدند، در پای همان متن انگلیسی امضا کردند. امضاکنندگان موافقت‌نامهٔ اسلام‌آباد بعد از پایان جلسات و امضای موافقت‌نامه، برای زیارت خانهٔ کعبه راهی عربستان سعودی شدند؛ و سپس رهبران احزاب اسلامی در دهم ثور ۱۳۷۲در شهر جلال‌آباد گرد آمدند تا کابینهٔ جدیدِ حکومتِ حکمتیار را تعیین و معرفی کنند. احمدشاه مسعود در کابینهٔ جدید از وزارت دفاع برکنار گردید. این در حالی بود که احمدشاه مسعود یک‌سال قبل، از این رهبران خواست که برای تحویل‌گیری قدرت از حکومت نجیب‌الله، حکومتِ خود را تشکیل دهند و به کابل بیایند. احمدشاه مسعود وزارت دفاع را ترک گفت و به جبل‌السراج رفت. گلبدین حکمتیار از ورود به مقر صدارت در شهر کابل امتناع ورزید و وزیران کابینهٔ خود را برای تدویر جلسات کابینه به چهارآسیاب، قرارگاه نظامی خود فرا می‌خواند. روی‌هم‌رفته، توافق‌نامهٔ اسلام‌آباد به پایان جنگ و تأمین صلح نینجامید
و
جنگ با تشکیل شورای هماهنگی (کودتا) میان گلبدین حکمتیار پشتون، عبدالرشید دستم و عبدالعلی مزاری هزاره، برای تصرف پایتخت دولت تاجیکی استاد ربانی، در یازدهم جدی ۱۳۷۲ وارد مرحلهٔ خونین و گسترده شد.
احمدشاه مسعود در تابستان ۱۳۷۳ که شورای هرات برای بررسی راه‌های صلح از سوی محمداسماعیل خان والی هرات تشکیل شده بود، در صددِ آن شد که از شورا در جهتِ یک دولت فراگیر و مورد توافقِ همه استفاده کند؛ هرچند که عبدالعلی مزاری و گلبدین حکمتیار نسبت به تقاضای محمداسماعیل‌خان که خود به مراکز آن‌ها رفت، مبنی بر مشارکت در شورا تردید کردند و هواپیماهای جنرال دوستم دو بار شهر هرات را در زمان تدویر شورا مورد بمباران قرار داد.
شورای هرات توسط محمداسماعیل‌خان والی هرات در ۲۸ سرطان ۱۳۷۳ با شرکت بیش از یک‌هزار نفر از بسیاری از ولایات کشور و پناهندگان افغانِ مقیم اروپا، آمریکا و ممالکِ عربی در شهر هرات تشکیل شد. محمدی وسف صدراعظم دوران سلطنت محمد ظاهر شاه، یکی از افراد شرکت‌کننده در شورا بود. احمدشاه مسعود در روزهای پایان جلسات شورا، استعفای استاد ربانی رئیس دولت اسلامی و ایجاد یک دورهٔ کوتاه انتقالی را به عنوان ابتکار سیاسی به شورای هرات در مجالس اختصاصی و محدود رهبری دولت مطرح کرد. او این اقدام را در سطح ملی و بین‌المللی بااهمیت می‌پنداشت و استعفای رئیس دولت را نه بر اساسِ فشار خارجی و نه در یک توافق بیرون‌مرزی میان گروه‌ها، بلکه به‌صورتِ داوطلبانه به شورا و مجمعی که از مردم افغانستان تشکیل یافته بود، ارزیابی می‌کرد. اما این طرح و پیشنهاد احمدشاه مسعود بنا بر مخالفتِ برخی در درون دولت تحقق نیافت و شورای هرات بدون هیچ دستاوردی در عرصهٔ سیاسی و نظامی به کارِ خود پایان داد.
حکمتیار پشتون در این جنگ خونین و در هماهنگی با نیروهای دوستم ازبک نیز نتوانست به تصرف پایتخت و سقوط دولت مجاهدین (تاجیک) دست یابد.
احمدشاه مسعود در طول سال‌های دفاع از کابل و دولت مجاهدین که شدیدترین حملات نیروهای مهاجم را دفع کرد و بار دشوار جنگ تحمیلی را به دوش کشید، برای استقرار صلح از هر فرصتی نیز استفاده نمود. به منظور ختم جنگ و تأمین صلح از هر مصلح و میانجی استقبال کرد و سخت‌ترین و غیر منصفانه‌ترین تقاضاها و شرط‌ها را پذیرفت. به رغم آنکه گلبدین حکمتیار در طول سه سال حاکمیت مجاهدین کابل را پیوسته راکت باران کرد و برای تصرف پایتخت و تشکیل حاکمیت انحصاری خود ده‌ها بار به کابل حمله آورد اما مسعود برای دستیابی به صلح هرچند با ناخشنودی و اکراه حضور او را در تابستان ۱۳۷۵ در کابل به عنوان نخست‌وزیر پذیرفت. حضوری که دیگر خیری برای صلح نداشت.

### حادثهٔ افشار (۱۳۷۱)
حادثه افشار که از آن با نام کشتار افشار نیز یاد می‌شود، کشتاری بود که در سال ۱۳۷۱ در جریان جنگ‌های داخلی گروه‌های مجاهد در کابل، بر سر کنترل محلهٔ افشار و مناطق مشرف بر آن رخ داد. این واقعه از شامگاه ۲۱ دلو ۱۳۷۱ آغاز شد و تا شام ۲۲ دلو ادامه داشت. در این کشتار عدهٔ زیادی از غیرنظامیان کشته شده‌اند. تا به حال آمار دقیقی از تعداد کشته‌ها منتشر نشده است.
این عملیات، توسط نیروهای دولت اسلامی افغانستان به فرماندهی احمد شاه مسعود و برهان‌الدین ربانی به همراه متحد آن‌ها، شبه‌نظامیان حزب دعوت اسلامی افغانستان به رهبری عبدالرسول سیاف، علیه نیروهای حزب اسلامی به رهبری گلبدین حکمتیار و شبه‌نظامیان حزب وحدت اسلامی افغانستان به رهبری عبدالعلی مزاری در منطقهٔ افشار، یکی از مناطق پُرجمعیت در غرب کابل، صورت گرفت. پیش از این عملیات، هزاره‌ها و حزب وحدت، به همراه پشتون‌ها و حزب اسلامی، مرتباً اقدام به پرتاب راکت از مواضع خود در منطقهٔ افشار، به‌سوی مناطق پرجمعیت در شمال کابل می‌کردند. این اقدام آن‌ها باعث کشتار هزاران غیرنظامی شده بود. این عملیات، برای اشغال مواضع و دستگیری رهبران آن‌ها برنامه‌ریزی شده بود. طبق گزارش‌ها، نیروهای سیاف، دارای عقاید وهابی و تحت حمایت عربستان سعودی بودند. آن‌ها با همراهی برخی از نیروهای دولتی، اقدام به کشتار، تجاوز و شکنجهٔ مردم و تخریب و آتش زدن منازل در افشار کرده‌اند.

### حمله طالبان به کابل (۱۳۷۳)
طی تهاجم طالبان به کابل، مسعود ۱۸ ماه و دوازه روز (از ۲۱ حوت ۱۳۷۳ تا ۵ میزان ۱۳۷۵) نیروهای طالبان را در پشت دروازه‌های پایتخت نگه داشت و در این مدت سخت‌ترین و خونین‌ترین حملات آن‌ها را در تصرف کابل دفع کرد. او چند بار برای جلوگیری از سقوط هرات و ولایات غربی کشور صدها تن نیروی خود را از مرکز به شیندند و هرات اعزام داشت و تا میزان ۱۳۷۴ مانع سقوط آن مناطق به دست طالبان شد.
طالبان بعد از تسلط بر هرات و ولایات غربی با دریافت امکانات هنگفت مالی، لوجستیکی و نظامی از سوی آی اس آی پاکستان و کشورهای عربی حوضه خلیج فارس در مشارکت با صدها تن جنگجوی مدارس پاکستان و داوطلبان دیگر خارجی با تصرف ولایات شرقی در میزان ۱۳۷۵ به کابل پایتخت کشور دست یافتند. احمدشاه مسعود یک روز قبل از ورود طالبان به شهر کابل در ۵ میزان ۱۳۷۵ در حالی نیروهای خود را از پایتخت به سوی شمال عقب برد که یک روز تأخیر در این عقب‌نشینی پیامد بسیار خونین وغم انگیزی را هم برای مردم پایتخت و هم برای آن نیروها درپی داشت. طالبان و جنگجویان خارجی که از سه استقامت جنوب، شرق و غرب کابل در حال هجوم به شهر بودند با بستن راه شمال شهر به آسانی نیروهای مدافع را در محاصرهٔ کامل قرار می‌دادند. در چنین حالتی یک جنگ خونین و مرگبار کوچه به کوچه و خانه به خانه در شهر با آیندهٔ غیرقابل پیش‌بینی برای نیروهای مدافع پایتخت واقع می‌شد. در حالی‌که برای احمدشاه مسعود، تداوم مقاومت در برابر سلطهٔ طالبان و تجاوز پاکستان از اهمیت و اولویت برخوردار بود و درگیری نیروهای او در داخل شهر محاصره شده از سوی دشمن، ضربهٔ جبران‌ناپذیری به آیندهٔ مقاومت وارد می‌کرد.
احمدشاه مسعود بعد از ترک پایتخت، هزاران تن از نیروهای خود را داخل درهٔ پنجشیر ساخت و مدخل دره را با قسمتی از سرک غرض جلوگیری از ورود نیروهای طالبان منفجر نمود. او بستن دهانهٔ پنجشیر را به صورت موقت از یک سو غرض تنظیم و سازماندهی دوبارهٔ نیروهای خود و از سوی دیگر به منظور ایجاد زمان و فرصت برای مردم پایتخت و شمال پایتخت در شناخت بهتر طالبان ضروری تلقی کرد. در حالی‌که مسعود موفق به سازماندهی مجدد نیروها غرض تداوم مقاومت گردید، مردم در کابل و شمال کابل با طالبان نه به عنوان نیروی آورندهٔ امنیت و ثبات بلکه به نیروی وحشی و سرکوبگر ضد فرهنگ و مدنیت که توسط صدها تن از افراد جنگجوی پاکستانی و عرب همراهی می‌شدند، روبرو گردیدند. احمدشاه مسعود نیروهای طالبان را دو هفته بعد در یک حملهٔ سریع و ناگهانی از دهانهٔ پنجشیر و سالنگ تا دامنه‌های کوتل خیرخانه درهم شکست و اولین بار ده‌ها نفر از جنگجویان خارجی را که بیشترشان پاکستانی بودند به اسارت درآورد.
او سپس در ۱۹ میزان ۱۳۷۵ با کریم خلیلی رهبر حزب وحدت اسلامی هزاره‌ها و جنرال عبدالرشید دستم در ولسوالی خنجان شمال سالنگ معاهدهٔ تشکیل ائتلاف نظامی «شورای عالی دفاع از وطن» را امضاء کرد؛ و با این اقدام تلاش جنرال نصیرالله بابر وزیر داخلهٔ پاکستان و سران آی اس آی را در جلب حمایت و همکاری دوستم با طالبان ناکام ساخت.
باگذشت هر روز از حاکمیت طالبان که وحشت و بیداد آن‌ها علیه مردم بیشتر، وابستگی آن‌ها به بیگانه آشکارتر، تعداد جنگجویان متجاوز پاکستانی و خارجی در میان شان افزونتر و سلطهٔ تروریزم بین‌المللی القاعده در حاکمیت آن‌ها عمیق‌تر و گسترده‌تر می‌شد، نقش احمدشاه مسعود به عنوان یگانه مرجع و امید مقاومت در راه استقلال و حاکمیت ملی کشور برجسته تر نمایان می‌گردید. در طول سال‌های حاکمیت طالبان و سلطهٔ تروریزم بین‌المللی القاعده که از سوی استخبارات نظامی پاکستان (آی اس آی) و جمیعت العلمای فضل الرحمن و سمیع الحق با اعزام هزاران داوطلب جنگی حمایت و همراهی می‌شد، تنها احمدشاه مسعود با ایمان راسخ و اراده ای به استواری و سرافرازی قله‌های بلند هندوکش به مقاومت در وطن ادامه داد. در سال‌های ۱۳۷۶ و ۱۳۷۷ هجری خورشیدی دو بار لشکر وحشت طالبان با سپاهیان اجیر و داوطلب ویرانی از بلاد عرب و عجم به شمال کشور سرازیر شدند. به استثنای وادی پنجشیر و برخی از دره‌ها و دامنه‌های شمال هندوکش و پامیر سیطرهٔ وحشت و ترور را به همه ولایات کشور پهن نمودند. بسیاری از رهبران و فرماندهانی که در این مناطق قرارداشتند و از پایداری و مقاومت دم می‌زدند، معرکهٔ مبارزه و جنگ را ترک کرده به بیرون از کشور رفتند، اما احمد شاه مسعود در تمام این حالات به تنهایی فریاد مقاومت سر داد و در راه دفاع از دین، آزادی و وطنش ثابت و استوار باقی ماند.
احمدشاه مسعود در سال‌های حاکمیت طالبان و سلطهٔ تروریزم چند بار به گونهٔ شگفت‌آوری در میزان ۱۳۷۵، جوزای ۱۳۷۶ و اسد ۱۳۷۸ دره‌ها و تاکستان‌های شمالی را از اشغال نیروی مهاجم طالبان و تروریزم آزاد ساخت و هزاران نفر از نیروهای زمین سوز و آدم‌کش آن‌ها را که صدها پاکستانی و عرب در میان شان قرارداشت سرکوب کرد و به اسارت درآورد. او در یازدهم قوس ۱۳۷۷(۲ دسامبر۱۹۹۹) در پنجشیر جلسه ای را متشکل از سیصد تن فرماندهان مناطق و اقوام مختلف افغانستان، رهبران گروه‌ها و احزاب مجاهدین برای ایجاد هماهنگی و اتخاذ استراتژی واحد مبارزه و مقاومت علیه طالبان دایر کرد؛ و با برگزاری این اجلاس، موفق به بازگرداندن رهبران و فرماندهان بیشتر و گسترش مقاومت و جنگ در ولایات مختلف شرقی، مرکزی و شمال غربی کشور شد. سخت‌ترین و نابرابرترین جنگ احمد شاه مسعود با نیروهای طالبان و متجاوزین خارجی در تابستان ۱۳۷۹ در تالقان به وقوع پیوست. این جنگ با هجوم بیست هزار تن نیروی طالبان، تروریستان القاعده و متجاوزین پاکستانی برای تسخیر تالقان و تصرف بدخشان و تمام مناطق عقبی در شمال و شمال شرق وادی پنجشیر بیش از یکماه طول کشید. در این جنگ نیروهای خارجی در میان طالبان بیشتراز نیروی بومی طالب بود. درحالی‌که هزاران نفر جنگجوی پاکستانی شامل این نیروها می‌شد، هزاران تن از تروریستان سازمان القاعده متشکل از کشورهای عربی شمال آفریقا، شرق میانه، ممالک آسیای مرکزی، مناطق ماورای قفقاز، سین‌کیانگ چین، کشمیر، کشورهای اسلامی جنوب شرق آسیا و حتی ایالات متحدهٔ آمریکا و اروپای غربی قوت اصلی رزمی این لشکر را می‌ساختند. هرچند طالبان و لشکر تجاوز و ترور خارجی تالقان را بعد از یکماه جنگ خونین تصرف کردند اما جلو پیشروی آن‌ها را احمدشاه مسعود به سوی بدخشان و دره‌های شمال شرق هندوکش گرفت.
احمدشاه مسعود در طول سال‌های مقاومت و جنگ با طالبان و تروریسم از هر فرصت و زمانی برای مذاکره با طالبان نیز استفاده کرد تا آن‌ها را از وابستگی به بیگانه و همدستی با تروریسم و تداوم کشتار و جنگ به سوی صلح بکشاند. اما این مذاکرات در اثر وابستگی طالبان به بیگانه و تروریزم بین‌المللی به نتیجه‌ای نرسید. همچنان موصوف در این سال‌ها سعی نمود تا جامعهٔ بین‌المللی به خصوص ایالات متحده آمریکا، اتحادیه اروپا و سازمان ملل متحد را متقاعد به اعمال فشار علیه پاکستان در قطع دخالت و تجاوز به افغانستان نماید و آن‌ها را از عواقب حاکمیت طالبان و سلطهٔ تروریسم بر منطقه و جهان آگاه سازد. او دراین سال‌ها پیوسته با افراد و نمایندگان مختلف رسمی و غیررسمی مجامع جهانی چه در داخل افغانستان و چه درخارج از کشور به مذاکره و گفتگو پرداخت تا حقانیت مبارزه و مقاومت خود را به گوش آن‌ها برساند و همکاری آن‌ها را در استقرار صلح و ثبات در کشورش جلب نماید. عمده‌ترین مذاکرات او در این مورد با جامعهٔ اروپایی در مقر پارلمان اروپا در شهر استراسبورگ فرانسه بود. احمدشاه مسعود در ۱۳ حمل ۱۳۸۰ به مقر پارلمان اروپا سفر کرد و در مذاکرات مختلف و جلسات متعدد با مقامات رسمی و غیررسمی جامعهٔ اروپا، اهداف و خواسته‌های خود را از مبارزه و مقاومت تشریح نمود. او در همین سفر در برابر پرسش خبرنگاران از پیامش به رئیس‌جمهور آمریکا گفت: «پیام من به آقای بوش این است که جنگ افغانستان و وجود پایگاه‌های تروریستی تنها به افغانستان محدود نمانده بلکه دیر یا زود این خطرات، گریبان‌گیر آمریکا و تعداد بیشتری از کشورها در منطقه و جهان خواهد شد»، پیامی که تا چهار ماه دیگر تحقق یافت.

## ترور

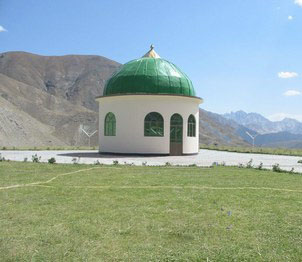
آرامگاه احمد شاه مسعود در پنجشیر

احمد شاه مسعود پس از سال‌ها مقاومت در برابر اشغال افغانستان توسط ارتش شوروی و جنگ با گروه طالبان، در روز ۱۸ شهریور ۱۳۸۰ (۹ سپتامبر ۲۰۰۱)، در اثر انفجار انتحاری دو مرد تروریست که خود را خبرنگار معرفی کرده بودند، کشته شد. خبر کشته‌شدن او، از آن‌جا که می‌توانست به کاهش روحیه هم‌رزمانش در جبهه ضد طالبان بینجامد، با چند روز تأخیر اعلام گردید. پس از او محمدقسیم فهیم، که از هم‌رزمان احمد شاه مسعود بود، توسط برهان‌الدین ربانی به جانشینی وی منصوب شد. فهیم پس از سقوط طالبان وزیر دفاع افغانستان و معاون اول رئیس دولت در دولت‌های موقت و دولت انتقالی افغانستان شد. لویه جرگه اضطراری افغانستان که در پایان دولت موقت تشکیل شد، به احمد شاه مسعود لقب «قهرمان ملی» داد و روز ۱۸ شهریور (۹ سپتامبر) سالروز ترور شدن وی، در افغانستان «روز شهید» و تعطیل رسمی اعلام گردید.

### پیچیدگی‌های سیاسی قتل احمدشاه مسعود
زمان ترور احمدشاه مسعود، که فقط ۲ روز پیش از حملات ۱۱ سپتامبر به نیویورک بود، سوالاتی را در مورد ارتباط این ترور با حوادث نیویورک و متعاقب آن حمله به افغانستان برانگیخت. ابتدا این ترور به گروه طالبان نسبت داده شد اما طالبان هیچ‌گاه مسئولیت آن را نپذیرفت.
در آخرین ملاقات بین احمدشاه مسعود و رابین رافائل، معاونت امور خاوری در وزارت خارجه آمریکا در سال ۱۹۹۸، رافائل به مسعود پیشنهاد کرده بود که اسلحه را زمین گذارده، تسلیم نیروهای طالبان شود که در آن سال‌ها بیش از ۹۰ درصد خاک افغانستان را در کنترل خود داشتند. احمد شاه مسعود با سرسنگینی برای رافائل روشن کرده بود که نه تنها تسلیم طالبان نخواهد شد، بلکه از دولت‌های خارجی دستور نخواهد گرفت و اجازه احداث پایگاه نظامی در افغانستان را به هیچ نیروی خارجی نخواهد داد. از اواخر دههٔ ۱۹۸۰، آمریکا به دنبال به حاشیه راندن و تضعیف احمد شاه مسعود بود. در واقع گفته می‌شود ترور شدن احمد شاه مسعود با سیاست‌های خارجی آمریکا در آن هنگام سازگار بود.
اسناد افشاشدهٔ در نوامبر ۲۰۰۱ از آژانس اطلاعات دفاعی آمریکا نشان می‌دهد احمد شاه مسعود «اطلاعات محدودی» دربارهٔ احتمال انجام قریب‌الوقوع حملهٔ تروریستی القاعده علیه آمریکا داشت و به آمریکا در این باره هشدار داده بود. پیشتر در همان سال، وی در سخنرانی‌ای در پارلمان اروپا در بروکسل گفته بود بدون حمایت پاکستان، بن لادن، و عربستان، طالبان نمی‌توانست تا یک سال دوام بیاورد. او به‌طور خاص خطاب به آمریکا گفت اگر اقدامی برای صلح در افغانستان نکند و جلوی حمایت پاکستان از طالبان را نگیرد، مشکلات افغانستان به‌زودی تبدیل به مشکلات آمریکا و جهان خواهد شد.
از طرف دیگر، به گفته سازمان دیده‌بان حقوق بشر، در حالی‌که طالبان از سوی پاکستان حمایت مالی و تسلیحاتی می‌شد، دولت‌های ایران و روسیه از پشتیبانان مهم مالی و تسلیحاتی جبهه متحد ضد طالبان -که دولت در تبعید را در اختیار داشتند- به‌شمار می‌رفتند. دولت ایران، طالبان را به دید دشمن می‌نگریست و از آغاز دهه ۱۳۷۰ رابطه دوستانه‌ای با مسعود داشت والبته با او بر سر جنگ با شیعیان هزاره هم‌پیمان ایران، اختلاف‌نظر داشت. دولت روسیه هم درگیر شورشیان چچن بود و احمدشاه مسعود را به عنوان عامل بازدارنده در مقابل نیروهای افراطی مذهبی می‌شناخت.

#### نگرانی آمریکا از رشد سازمان همکاری شانگهای
تشکیل و رشد سازمان همکاری شانگهای در دهه ۸۰ و ۹۰ میلادی و تصمیم قاطع اعضای آن، خصوصاً چین و روسیه برای همکاری‌های اقتصادی، نظامی و ضدتروریستی، رهبران آمریکا را به این فکر واداشته بود که در مقابل نیروی بزرگ «روسی-چینی» برای خود جای پایی در منطقه آسیای میانه باز کنند.
هردو کشور چین و روسیه دست به گریبان ناآرامی‌هایی در مرزهای استراتژیک خود بودند. در چین عامل ناآرامی‌ها گروه‌های جدایی‌طلب مسلمان اویغور بودند که در استان غربی سین‌کیانگ در جوار مرز افغانستان و برخی نواحی قزاقستان، قرقیزستان و ازبکستان سکونت داشتند، در روسیه، مشکل بزرگ مبارزه با نیروهای جدایی‌طلب و افراطی چچن و حامیان عرب آن‌ها بود که به اعتقاد مسکو زیر نفوذ طالبان و القاعده قرار داشتند و طی سال‌های تسلط طالبان بر افغانستان بین ۱۹۹۶ تا ۲۰۰۱، در اردوگاه‌های طالبان و دیگر گروه‌های سنی افراطی در افغانستان و آسیای میانه آموزش می‌دیدند.
از قضا فعالیت تمامی این گروه‌های افراطی و تحت نفوذ طالبان، در مناطقی از چین، روسیه و آسیای میانه بود که ذخایر بزرگ نفت و گاز در آن‌ها قرار دارد.
پس از تحکیم سازمان همکاری شانگهای و به درخواست چین و روسیه، دولت‌های قزاقستان، قرقیزستان و ازبکستان اقدام به مهار فعالیت‌های نیروهای افراطی مذهبی در خاک خود نموده، در چند مورد برخی از رهبران شورشی را دستگیر و برای محاکمه به چین تحویل دادند. دولت ازبکستان در ابتدا عضو پیمان نبود و به همین علت، آمریکا کشور ازبکستان را «شریک استراتژیک» خود در منطقه می‌دانست، و حتی اقدام به تأسیس پایگاه نظامی در آن کشور کرده بود. اما پس از عضویت ازبکستان در سازمان همکاری شانگهای، سازمان، طی بیانیه‌ای خواستار خروج تمام نیروهای خارجی از خاک تمام کشورهای عضو شد.
بدین ترتیب، رشد نفوذ چین و روسیه در منطقه آسیای میانه و آسیای جنوبی، تسلط آن‌ها بر منابع گسترده انرژی آن مناطق، عزم آن‌ها برای عملیات ضدتروریستی و مهار کردن نیروهای شورشی و در راس آن‌ها طالبان، عزم آن‌ها به برچیدن پایگاه‌های نظامی آمریکا در منطقه، و درخواست هند و ایران برای عضویت در این سازمان، به نگرانی دولت آمریکا دامن زد و آن‌ها را به این فکر واداشت که با به دست گرفتن ابتکار عمل در عملیات ضدتروریستی در منطقه و اشغال افغانستان، راه را برای تأسیس پایگاه‌های نظامی در همسایگی اعضاء سازمان هموار کنند.